# Géraldine Grangier
Pour les articles homonymes, voir Grangier.
Géraldine Grangier, née le 13 février 1975 à Besançon (Doubs), est une femme politique française.
Membre du Rassemblement national (RN), elle est conseillère régionale de Bourgogne-Franche-Comté depuis 2021 et députée de la 4e circonscription du Doubs depuis 2022.

## Biographie
Fille d'un technicien de Peugeot et d'une secrétaire, elle étudie la psychologie à Besançon et obtient un diplôme professionnel à Dijon, devenant ensuite assistante sociale,. 
Elle adhère au Rassemblement national (RN) en 2019 et est peu après nommée déléguée départementale adjointe du RN dans le Doubs. Candidate à plusieurs élections, elle est élue au conseil régional de Bourgogne-Franche-Comté lors des élections régionales de 2021. 
Candidate RN dans la quatrième circonscription du Doubs aux élections législatives de 2022, elle est élue députée à l'Assemblée nationale face à Frédéric Barbier, député sortant, après avoir recueilli 50,98 % des voix au second tour.
Elle siège au sein du groupe RN et de la commission des Affaires économiques.
À l'issue des élections anticipées de 2024, elle est réélue députée avec 54,85 % des voix au second tour, face à la socialiste Magali Duvernois.

## Vie privée
Elle est mère de quatre filles.